# أنيا كارليتشك
أنيا ماريا أنطونيا كارليتشك (بالألمانية: Anja Maria-Antonia Karliczek) (اسم الولادة كيرسن؛ 29 أبريل 1971 في إيبنبورن) سياسية ألمانية تنتمي لحزب الاتحاد الديمقراطي المسيحي (CDU). من 14 مارس 2018 إلى 8 ديسمبر 2021 شغلت منصب وزيرة التعليم والبحث في حكومة ميركل الرابعة.

 في الانتخابات الاتحادية في الأعوام 2013 و2017 و2021 فازت كارليتشك بالانتخاب المباشر في دائرة شتاينفورت الثالثة.

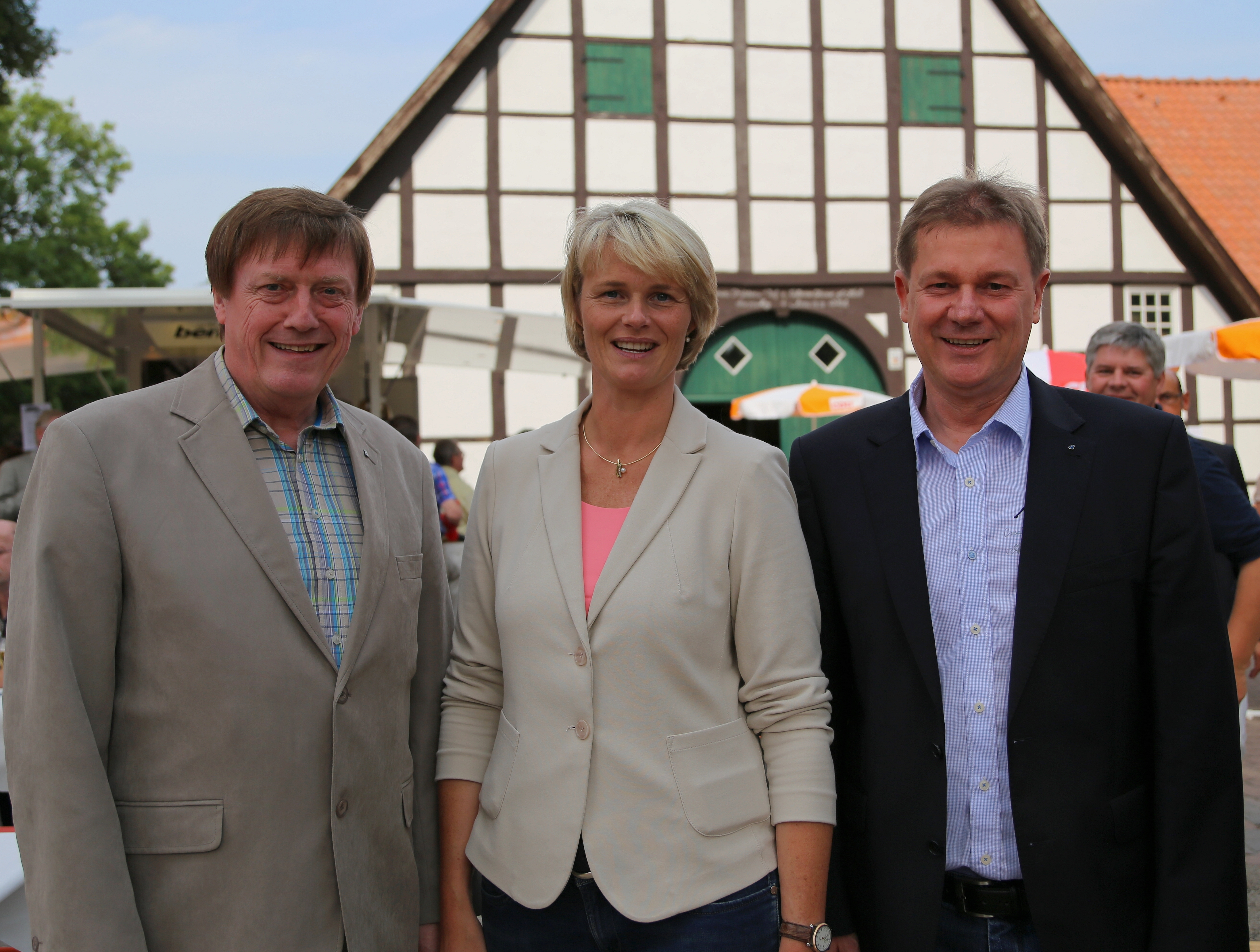
أنيا كارليشك مع فيلفغيد جغونن دال (على اليسار) وماركوس بيبر أثناء حملتهم الانتخابية البرلمانية في عام 2013

## النشأة والتعليم والحياة المهنية
تنتمي أنيا كارليتشك إلى عائلة من قرية بروختابكير وهي عائلة لها خبرة في مجال الفنادق، تربت أنيا مع أخويها في بلاد تكلنبورغ، أينما تدير عائلتها فندق تويتوبواجا فالد (Teutoburger Wald) منذ عام 1902 .

بعد التحاقها بمدرسة بغودا كلاوس الابتدائية انتقلت إلى مدرسة جوتا الثانوية في عام 1981 و فيها أتمت دراستها الثانوية في عام 1990 ، قامت بتدريب مهني لمدة سنتين في دويتشه بنك في أوسنابروك لتتعلم الاحتراف المهني في التعاملات البنكية وقد تم تعينها هناك كموظفة وفي بداية عام 1993 انتقلت إلى المهنة العائلية وهي إدارة الفندق . نجحت في التدريب المهني كموظفة حجز بالفنادق مع حصولها فيما بعد على كفاءة ممارسة مهنة المدرب . و من بداية عام 1994 كانت أنيا من كبار الموظفين بشكل نشيط في مجموعة فنادق تويتوبواجا فالد التي يديراها أخويها كلاهما .
في عام 2003 أتمت كارليشك دراستها الغير متفرغة لإدارة الأعمال جامعة هاغن (للتعليم عن بعد) كم أنها حصلت على الدرجة الدبلوم الأكادمية في عام 2008 .

## السياسة

### السياسة المحلية
انضمت أنيا كارليتشك في عام 1998 إلى يوجند أونيون ( Junge Union ) وهي منظمة شبابية في الحزب الديقراطي المسيحي (CDU). في عام 2004 انضمت إلى مجلس مدينة تكلنبورغ و خلال دورتها الانتخابية الأولى شغلت منصب رئاسة اللجنة الأسرية وكبار السن والمجتمع  .وعلى المستوى المحلي فقد كانت من عام 2004 إلى عام 2010 تدير شؤون الجمعية المحلية لرابطة المدرسة الشعبية العليا لنغريش
. بعد إعادة انتخابها في عام 2009 كانت رئيسة نائبة عن الكتلة النيابية البرلمانية في مجلس المدينة عن الحزب الديقراطي المسيحي (CDU)، و قبل عام 2011 تم انتخابها لرئاسة الكتلة البرلمانية و شغلت هذا المنصب حتى استقالتها من المجلس في نهاية عام 2014

. و منذ بداية عام 2011 تشغل منصب رئيس اتحاد جمعية ولاية تكلنبورغ للحزب الديقراطي المسيحي (CDU)، و قد شغل فيلفغيد جرونندال هذا المنصب قبلها .

### البرلمان ( البوندستاغ )
في الترشح لانتخابات البرلمان في عام 2013 عن الدائرة الانتخابية شتاينفورت الثالثة غلبت أنيا كارليشك في الحزب الديقراطي المسيحي (CDU) في نهاية 2012 كلًا من كارل هاينز هاجدون وهايكه فايس 
. تركزت النقاط الرئيسة لحملتها الانتخابية على السياسة الاقتصادية و سياسة الطبقة المتوسطة وكذلك سياسة الأسرة ودعت إلى التوافق أفضل من العائلة والوظيفة و كذلك المعاش التقاعدي للأم

. حصلت كارليشك في انتخابات البرلمان /(البوندستاغ) 2013 على 47,9 بالمئة خلال الصوت الأول واستطاعت أن تفوز في دائرتها الانتخابية بفارق 11,4 نقطة مئوية .
في الرابع والعشرين من شهر يناير (كانون الثاني) لعام 2017 تم انتخابها لتصبح العضو البرلماني المنتدب عن التكتل البرلماني للحزب الديقراطي المسيحي (CDU) و حزب الاتحاد الاجتماعي المسيحي بولاية بافاريا و بذلك تتولى المهام من ميشئلا نول التي كانت نائبة رئيس البرلمان الألماني (البوندستاغ) حتى الجلسة التأسيسية للبرلمان التاسع عشر .
و في انتخابات البرلمان التي انعقدت في الرابع والعشرين من سبتمبر ( أيلول ) لعام 2017 تنافست عن دائرتها الانتخابية 128- شتاينفورت الثالثة وفازت بمقعد مباشر حيث بلغت نسبة الصوت الأول 44,77 بالمئة .

### الوزارة
في الرابع عشر من شهر مارس (آذار) عُينت أنيا كارليشك في منصب الوزيرة الاتحادية للتعليم والبحوث في حكومة ميركل الرابعة.

## أعمال أخرى
بجانب السياسة العامة فإن كارلشيك تشارك في تعليم المسيحية في أبرشية القديس بيتا وباول الكاثوليكية الواقعة في بروختابكير والتي كانت مستقلة حتى عام 2005 
كما أنها مشاركة في المدرسة الثانوية جوتا الواقعة في اننبورغ كرئيسة لممثلي الوالدين .

## حياتها الشخصية
أنيا متزوجة من الطيار لوتر كارلشيك منذ عام 1995 ولدى الزوجان ثلاثة أولاد، تقطن الأسرة في تكلنبورغ الجانب الشرقي لبغوتابك.
 تنتمي كارليشك للطائفة الكاثوليكية المسيحية.

## وصلات خارجية
- الصفحة الرسمية لأنيا كارليشك ( بالغة الألمانية )
- السيرة الذاتية لأنيا كارليشك على موقع البرلمان الألماني (البوندستاغ) ( بالغة الألمانية )
- السيرة الذاتية لأنيا كارليشك على موقع abgeordnetenwatch (بالغة الألمانية)